# Trom András
Trom András (Pécs, 1943. március 8. –) magyar újságíró.

## Élete, munkássága
Szülei Trom Aladár és Bokor Erzsébet. 1966-ban végzett a Marx Károly Közgazdaságtudományi Egyetemen. 1969-ben védte meg kommunikációelméleti doktori disszertációját. Aranydiplomás. 1966–1971 között a Magyar Televízió szerkesztője. 1972–1977: a Magyar Import című szaklap olvasószerkesztője és utazó tudósítója. 1977–1991 között a Magyar Távirati Iroda munkatársa, a nemzetközi kapcsolatok osztály vezetője, később igazgatója, tokiói tudósító, akkreditálva Dél-Koreába is (1986–1990), majd az MTI gazdasági főtanácsosa. Társadalmi munkában a magyar UNESCO nemzeti bizottság tájékoztatási albizottságának titkára 1980 és 1985 között.
1991–2005 között a Világgazdaságban terjesztett országmellékletek főszerkesztője, közben, 1992 és 1993 között a Diplomatic and Business Life magazin főszerkesztője. 2005-ben megalapította a PoloniaPress Magyarországi Lengyel Sajtószolgálatot, melynek főszerkesztője. 2012–2015: a MÚOSZ külpolitikai szakosztályának titkára, 2015-2021 között a 2015 szeptember óta kül- és biztonságpolitikai szakosztállyá alakult csoport elnöke. A szakosztály Európánkért díjának kezdeményezője. 2017-2021 között a MÚOSZ alelnöke. Radó Sándor földrajztudós, térképész (a II. Világháború alatt GRU hírszerző "Dóra") hagyatékának gondozója, sorstörténetének kutatója. 

## Művei
- Japán válaszai a változó világ kihívásaira (1996)
- Dóra jelenti (2006) – Radó Sándor memoárkönyvének első teljes, cenzúrázatlan kiadása (szerkesztő)

## Díjai
- Haza szolgálatáért arany fokozat (1985)
- Aranytoll életműdíj (2015),
- Radnóti Miklós antirasszista díj (2017)
- Egységes Európáért díj (2021)